# Казе Камполи-Панета (Фрозиноне)
Казе Камполи-Панета је насеље у Италији у округу Фрозиноне, региону Лацио.
Према процени из 2011. у насељу је живело 1622 становника. Насеље се налази на надморској висини од 330 м.